# Jean-Pierre Aguilar
Jean-Pierre Aguilar (Bordeaux, 9 agosto 1960 – Saint-Pons, 4 luglio 2009) è stato un imprenditore francese.
Laureato presso l'INP - Ensimag di Grenoble (classe 1984) e l'HEC Paris, Jean-Pierre Aguilar ha iniziato la sua carriera nel dipartimento di intermediazione mobiliare di Legrand Legrand come gestore di hedge fund presso MATIF.
Ha fondato la società di software finanziario Ubitrade nel 1988, la società di gestione di portafogli Capital Fund Management (CFM) nel 1991 e la società di ricerca e ingegneria finanziaria Science & Finance nel 1994. Dopo aver fuso Science & Finance e CFM e aver venduto Ubitrade a GL Trade nel 2004, si è dedicato allo sviluppo della sua società di gestione per farla diventare il leader francese nella gestione alternativa.
È membro del Chicago Mercantile Exchange e del Chicago Board of Trade. Membro della squadra francese di volo a vela, è morto il 4 luglio 2009 in un incidente in aliante a Barcelonnette, a margine della gara "Open CFM de Vol à voile - Barcelonnette 2009", sponsorizzata dalla società Capital Fund Management di cui era presidente.
Ha moglie e tre figli.